# Даула
Даула (фр. Daoulas) је насељено место у Француској у региону Бретања, у департману Финистер.
По подацима из 2011. године у општини је живело 1779 становника, а густина насељености је износила 328,23 становника/km².

## Демографија
| 1962. | 1968. | 1975. | 1982. | 1990. | 2011. |
| ----- | ----- | ----- | ----- | ----- | ----- |
| 1.117 | 1.022 | 1.046 | 1.401 | 1.640 | 1.779 |